# Nati nel 1514
| Questa pagina contiene informazioni ricavate automaticamente dalle voci biografiche con l'ausilio del template Bio e di un bot. L'aggiornamento è periodico e automatico e ricostruisce completamente la pagina. Se manca una persona in questa lista, sei pregato di non aggiungerla, ma accertati piuttosto che la sua voce biografica contenga il template Bio e che i dati anagrafici siano correttamente compilati. Se il template Bio manca, inseriscilo tu stesso o, in alternativa, metti l'avviso {{tmp\|Bio}} che ne segnala la mancanza. Se i dati riportati sono sbagliati, correggi direttamente la voce biografica; le modifiche saranno visibili in questa lista entro pochi giorni. Per chiarimenti vedi il progetto biografie. La lista contiene solo le 59 persone che sono citate nell'enciclopedia e per le quali è stato implementato correttamente il template Bio. Pagina aggiornata al 10 giu 2025. |

## Gennaio(1)
- 27 gennaio - Bernardino Maffei, cardinale e arcivescovo cattolico italiano († 1553)

## Febbraio(5)
- 8 febbraio - Daniele Barbaro, patriarca cattolico e umanista italiano († 1570)
- 10 febbraio - Domenico Bollani, politico e vescovo cattolico italiano († 1579)
- 16 febbraio - Georg Joachim Rheticus, matematico e astronomo austriaco († 1574)
- 22 febbraio - Tahmasp I, sovrano persiano († 1576)
- 25 febbraio - Ottone di Waldburg, cardinale e vescovo cattolico tedesco († 1573)

## Marzo(3)
- 8 marzo - Amago Haruhisa, militare giapponese († 1561)
- 21 marzo - Maurizio Pietra, vescovo cattolico italiano († 1576)
- 22 marzo - Lorenzino de' Medici, politico, scrittore e drammaturgo italiano († 1548)

## Aprile(2)
- 2 aprile - Guidobaldo II della Rovere, nobile e condottiero italiano († 1574)
- 7 aprile - Joachim I von Alvensleben, politico tedesco († 1588)

## Maggio(2)
- 3 maggio - Bartolomeo Fernandes, arcivescovo cattolico portoghese († 1590)
- 28 maggio - Shimazu Takahisa, militare giapponese († 1571)

## Giugno(1)
- 16 giugno - John Cheke, politico inglese († 1557)

## Luglio(3)
- 2 luglio - Antonio Trivulzio, cardinale e vescovo cattolico italiano († 1559)
- 8 luglio - Cyprián Karásek Lvovický, astronomo, matematico e astrologo boemo († 1574)
- 31 luglio - Ascanio della Corgna, nobile e condottiero italiano († 1571)

## Agosto(3)
- 4 agosto - Jacopo Guidi, vescovo cattolico e teologo italiano († 1588)
- 24 agosto - Maria Bartolomea Bagnesi, religiosa italiana († 1577)
- 29 agosto - García Álvarez de Toledo y Osorio, militare, politico e nobile spagnolo († 1577)

## Settembre(4)
- 4 settembre - Piero Machiavelli, militare, avventuriero e marinaio italiano († 1564)
- 12 settembre - Filippo di Meclemburgo, duca († 1557)
- 20 settembre - Filippo IV di Hanau-Lichtenberg, tedesco († 1590)
- 24 settembre - Prospero Santacroce, cardinale italiano († 1589)

## Novembre(1)
- 29 novembre - Andreas Musculus, teologo tedesco († 1581)

## Dicembre(2)
- 21 dicembre - Alessandro Bon, nobile († 1566)
- 31 dicembre - Andrea Vesalio, anatomista e medico fiammingo († 1564)

## Senza giorno specificato(32)
- Akao Kiyotsuna, militare giapponese († 1573)
- Andō Kiyosue, militare giapponese († 1553)
- Giovanni Anguissola, condottiero italiano († 1578)
- Andreas Aurifaber, medico tedesco († 1559)
- Isabella di Braganza, nobile portoghese († 1576)
- Peter Carew, avventuriero, militare e politico britannico († 1575)
- Diego Centeno, militare spagnolo († 1549)
- Juan de la Cerda, nobile spagnolo († 1575)
- Alessandro Crivelli, cardinale e vescovo cattolico italiano († 1574)
- Philibert Delorme, architetto francese († 1570)
- Gasparo Duiffopruggar, liutaio tedesco († 1571)
- Francesco II de Tassis, nobile († 1543)
- George Gordon, IV conte di Huntly, nobile scozzese († 1562)
- Claude Goudimel, compositore, editore e teorico della musica francese († 1572)
- Leonhard IV von Harrach-Rohrau, politico austriaco († 1590)
- Francis Hastings, II conte di Huntingdon, nobile inglese († 1561)
- Kiso Yoshiyasu, militare giapponese († 1579)
- Francis Knollys, nobile inglese († 1596)
- Antonio Lorenzini, vescovo cattolico italiano († 1577)
- Everardo Mercuriano, presbitero e religioso fiammingo († 1580)
- Cristóbal de Mondragón, generale spagnolo († 1596)
- Pedro Pizarro, scrittore spagnolo († 1583)
- Ippolito Salviani, medico, letterato e naturalista italiano († 1572)
- Pedro Sancho de la Hoz, scrittore spagnolo († 1547)
- Guglielmo Sirleto, cardinale e vescovo italiano († 1585)
- Virgil Solis, incisore, tipografo e pittore tedesco († 1562)
- Agustín de Zárate, storico spagnolo († 1560)
- Livio d'Alviano, militare e politico italiano († 1537)
- Battista del Moro, pittore e incisore italiano († 1574)
- Antonio de Guzmán Zúñiga y Sotomayor, diplomatico spagnolo († 1580)
- Cornelis Floris de Vriendt, architetto fiammingo († 1575)
- Filippo di Lannoy, principe di Sulmona, nobile e militare italiano († 1553)